# ラファ・シルヴァ
ラファエル・アレシャンドレ・フェルナンデス・フェレイラ・ダ・シルヴァ（Rafael Alexandre Fernandes Ferreira da Silva, 1993年5月17日 - ）は、ポルトガル・フォルテ・ダ・カーザ出身のサッカー選手。スュペル・リグ、ベシクタシュJK所属。元ポルトガル代表。ポジションはFW、MF。
フェイレンセでプロキャリアをスタートさせたラファ・シルヴァはキャリアの多くの期間ベンフィカでプレーし、ポルトガルの主要クラブのアカデミー出身ではないながらポルトガルサッカーのトップ選手にたどり着いた数少ない選手の一人であった。ラファは持ち前のスピードを活かしてベンフィカ在籍中に2回のリーグアシスト王と国内カップ戦1回、国内リーグとスーパー杯優勝を3回ずつ果たした。
2014年から2021年まではポルトガル代表としてプレーし、UEFA EURO 2016、UEFAネーションズリーグ2018-19・決勝、UEFA EURO 2020などといったUEFAの主要な国際大会にも出場した。

## クラブ経歴
リスボン郊外で生まれたラファはFCアルヴェルカで7年間を過ごし、2011年に当時リーガ・デ・オンラ（2部）に所属していたCDフェイレンセの下部組織へ移籍。2012年7月29日のFCペナフィエル戦でプロデビューを果たした。
2013年6月、SCブラガと5年契約を締結。8月26日のCFベレネンセス戦でプリメイラ・リーガデビューを飾り、11月29日のSCオリャネンセ戦でブラガでのリーグ戦初ゴールを挙げた。

### ベンフィカ
2016年9月1日、SLベンフィカへ1600万ユーロで移籍。この移籍は当時のポルトガルのクラブ間における最高額の移籍だった。
加入してから最初の2シーズンは怪我と新天地での適応の問題で苦しんだが、3シーズン目の2018-19シーズンにハリス・セフェロヴィッチ（23得点）、ブルーノ・フェルナンデス（20 得点）、ジョアン・フェリックス（15得点）らと共に攻撃陣を牽引し、リーグ戦17得点をマークしてキャリア最多得点を更新。このシーズンのベンフィカはリーグ戦10試合を残してリーグ優勝を果たした。シーズン終了後、ラファの契約は2024年まで更新され、その買収条項は8,000万ユーロに増加した。
2019年10月23日、チャンピオンズリーグのオリンピック・リヨン戦でCL初ゴールを決めた。その後怪我により約3ヶ月間の離脱を強いられるも、復帰後の1月17日に開催されたスポルティングCPとのダービーマッチでは途中出場ながら得点をし、このシーズンのリーグ戦におけるスポルティングCPとのダービーマッチ2試合両方でゴールネットを揺らす快挙を成し遂げた。
2023年5月27日、サンタ・クララ戦でゴールを決め、チームは2018-19シーズン以来となるリーグ優勝を果たした。
ベンフィカでの最後のシーズンの2023-24シーズンは、ホームでの最後の試合となったアロウカ戦で2ゴールを決め、全コンペティションで合計22ゴールを挙げてキャリア最多得点を記録しつつチーム内のシーズン得点王とリーグアシスト王のタイトルを獲得してシーズン終了後にベンフィカを退団した。

### ベシクタシュ
ベンフィカ退団後、ラファは中東のクラブチームへの移籍も噂されたが2024年6月27日、スュペル・リグのベシクタシュJKに2026-27シーズン終了までの3年契約で加入した。

## 代表経歴
2014年2月28日にレイリアで行われたカメルーンとの親善試合でポルトガル代表デビュー。
2014 FIFAワールドカップのメンバーに選出されるも、ラファに出場機会は訪れずポルトガルもグループステージ敗退となった。
2019年6月上旬に開催されたUEFAネーションズリーグ2018-19・決勝ラウンドでは、スイス戦こそ出場機会はなかったものの、決勝のオランダ戦では途中出場しポルトガルは初代王者に輝いた。
2021年6月15日、新型コロナウイルスの流行により1年遅れて開催されたUEFA EURO 2020のハンガリー戦（3-0）ではラファエル・ゲレイロとクリスティアーノ・ロナウドのゴールをアシストした。
2022年9月19日、代表からの引退を発表した。同月15日にはUEFAネーションズリーグに臨む代表メンバーに選出されていたにも関わらず、突然の引退発表となった。

## 個人成績

### クラブでの成績
2024年7月6日現在
| クラブ         | シーズン       | リーグ戦       | リーグ戦 | リーグ戦 | カップ戦 | カップ戦 | リーグ杯 | リーグ杯 | 国際大会 | 国際大会 | その他 | その他 | 通算 | 通算 |
| クラブ         | シーズン       | ディビジョン   | 出場     | 得点     | 出場     | 得点     | 出場     | 得点     | 出場     | 得点     | 出場   | 得点   | 出場 | 得点 |
| -------------- | -------------- | -------------- | -------- | -------- | -------- | -------- | -------- | -------- | -------- | -------- | ------ | ------ | ---- | ---- |
| フェイレンセ   | 2012-13        | セグンダ       | 41       | 10       | 2        | 1        | 4        | 0        | —        | —        | —      | —      | 47   | 11   |
| ブラガB        | 2013-14        | セグンダ       | 1        | 0        | —        | —        | —        | —        | —        | —        | —      | —      | 1    | 0    |
| ブラガ         | 2013-14        | プリメイラ     | 23       | 3        | 5        | 4        | 4        | 2        | 0        | 0        | —      | —      | 32   | 9    |
| ブラガ         | 2014-15        | プリメイラ     | 34       | 2        | 6        | 3        | 3        | 0        | —        | —        | —      | —      | 43   | 5    |
| ブラガ         | 2015-16        | プリメイラ     | 30       | 8        | 5        | 0        | 3        | 1        | 12       | 3        | —      | —      | 50   | 12   |
| ブラガ         | 2016-17        | プリメイラ     | 1        | 0        | 0        | 0        | 0        | 0        | 0        | 0        | 1      | 0      | 2    | 0    |
| ブラガ         | 通算           | 通算           | 88       | 13       | 16       | 7        | 10       | 3        | 12       | 3        | 1      | 0      | 127  | 26   |
| ベンフィカ     | 2016-17        | プリメイラ     | 20       | 2        | 4        | 0        | 4        | 0        | 3        | 0        | 0      | 0      | 31   | 2    |
| ベンフィカ     | 2017-18        | プリメイラ     | 20       | 3        | 2        | 0        | 2        | 0        | 1        | 0        | 0      | 0      | 25   | 3    |
| ベンフィカ     | 2018-19        | プリメイラ     | 26       | 17       | 4        | 2        | 2        | 2        | 12       | 0        | —      | —      | 44   | 21   |
| ベンフィカ     | 2019-20        | プリメイラ     | 25       | 7        | 4        | 1        | 1        | 0        | 5        | 2        | 1      | 1      | 36   | 11   |
| ベンフィカ     | 2020-21        | プリメイラ     | 29       | 5        | 5        | 1        | 2        | 0        | 9        | 3        | 1      | 0      | 46   | 9    |
| ベンフィカ     | 2021-22        | プリメイラ     | 28       | 8        | 2        | 1        | 2        | 0        | 13       | 3        | —      | —      | 45   | 12   |
| ベンフィカ     | 2022-23        | プリメイラ     | 28       | 8        | 2        | 0        | 3        | 0        | 14       | 6        | —      | —      | 47   | 14   |
| ベンフィカ     | 2023-24        | プリメイラ     | 30       | 14       | 6        | 4        | 3        | 0        | 12       | 4        | 1      | 0      | 52   | 22   |
| ベンフィカ     | 通算           | 通算           | 206      | 64       | 29       | 9        | 19       | 2        | 69       | 18       | 3      | 1      | 326  | 94   |
| キャリア総通算 | キャリア総通算 | キャリア総通算 | 336      | 87       | 47       | 17       | 33       | 5        | 81       | 21       | 4      | 1      | 501  | 131  |

1. ↑  UEFAヨーロッパリーグ
2. 1 2 3 4  スーペルタッサ・カンディド・デ・オリベイラ
3. 1 2 3 4  UEFAチャンピオンズリーグ
4. 1 2 3 4  UEFAチャンピオンズリーグおよびUEFAヨーロッパリーグ

## 代表歴

### 出場大会
- UEFA EURO 2016 （優勝）
- UEFAネーションズリーグ2018-19 （優勝）
- UEFA EURO 2020 （ベスト16）

### 試合数
- 国際Aマッチ 25試合 0得点（2014年 - 2021年）[12]

| ポルトガル代表 | 国際Aマッチ | 国際Aマッチ |
| 年             | 出場        | 得点        |
| -------------- | ----------- | ----------- |
| 2014           | 3           | 0           |
| 2015           | 2           | 0           |
| 2016           | 5           | 0           |
| 2017           | 0           | 0           |
| 2018           | 3           | 0           |
| 2019           | 4           | 0           |
| 2020           | 1           | 0           |
| 2021           | 7           | 0           |
| 通算           | 25          | 0           |

## タイトル

### クラブ
ブラガ
- タッサ・デ・ポルトガル : 2015-16

ベンフィカ
- プリメイラ・リーガ : 2016-17, 2018-19, 2022-23
- タッサ・デ・ポルトガル : 2016-17
- スーペルタッサ : 2017, 2019, 2023

### 代表
ポルトガル代表
- UEFA欧州選手権 : 2016
- UEFAネーションズリーグ : 2018-19

### 個人
- プリメイラ・リーガ月間最優秀ゴール : 2019年4月, 2022年3月
- プリメイラ・リーガアシスト王 : 2021-22, 2023-24

### 勲章
- メリット勲章（英語版）・司令官章[15]